# Hampsonodes leucographa
Hampsonodes leucographa är en fjärilsart som beskrevs av George Francis Hampson 1910. Hampsonodes leucographa ingår i släktet Hampsonodes och familjen nattflyn. Inga underarter finns listade i Catalogue of Life.